# Transtillaspis baea
Transtillaspis baea är en fjärilsart som beskrevs av Józef Razowski 1987. Transtillaspis baea ingår i släktet Transtillaspis och familjen vecklare. Inga underarter finns listade i Catalogue of Life.